# (9119) Georgpeuerbach
(9119) Georgpeuerbach ist ein Asteroid des Hauptgürtels, der am 18. Februar 1998 auf der Sternwarte Davidschlag in der Nähe von Linz in Österreich entdeckt wurde.
Der Himmelskörper wird der Spektral-Klasse C zugeordnet und besitzt eine Absolute Helligkeit von 13,8 mag.
Der geschätzte Durchmesser ist ungefähr 9.32 KM, was sich aus einer Lichtkurvenmessung ergeben hat.
Die Universität Prag hat mithilfe von Lichtkurven Messungen die Oberfläche von (9119) Georgpeuerbach abbilden können.
Der Asteroid wurde am 2. April 1999 nach dem österreichischen Astronomen Georg von Peuerbach (1423–1461) benannt.